# Pethia
Genre
Pethia est un genre de poissons de la famille des Cyprinidae. Il regroupe certaines des espèces couramment appelées « barbus ».

## Liste des espèces
Selon World Register of Marine Species (19 mars 2024) :    
- Pethia arunachalensis Shangningam, Kosygin & Chowdhury, 2020
- Pethia atra (Linthoingambi & Vishwanath, 2007)
- Pethia aurea Knight, 2013
- Pethia bandula (Kottelat & Pethiyagoda, 1991)
- Pethia canius (Hamilton, 1822)
- Pethia castor Conway, Pinion & Kottelat, 2021
- Pethia conchonius (Hamilton, 1822)
- Pethia cumingii (Günther, 1868)
- Pethia didi (Kullander & Fang, 2005)
- Pethia erythromycter (Kullander, 2008)
- Pethia expletiforis Dishima & Vishwanath, 2013
- Pethia gelius (Hamilton, 1822)
- Pethia guganio (Hamilton, 1822)
- Pethia khugae (Linthoingambi & Vishwanath, 2007)
- Pethia longicauda Katwate, Paingankar, Raghavan & Dahanukar, 2014
- Pethia lutea Katwate, Paingankar, Raghavan & Dahanukar, 2014
- Pethia macrogramma (Kullander, 2008)
- Pethia manipurensis (Menon, Rema Devi & Vishwanath, 2000)
- Pethia meingangbii (Arunkumar & Tombi Singh, 2003)
- Pethia melanomaculata (Deraniyagala, 1956)
- Pethia muvattupuzhaensis (Jameela Beevi & Ramachandran, 2005)
- Pethia nankyweensis (Kullander, 2008)
- Pethia narayani (Hora, 1937)
- Pethia nigripinnis (Knight, Rema Devi, Indra & Arunachalam, 2012)
- Pethia nigrofasciata (Günther, 1868)
- Pethia ornata (Vishwanath & Laisram, 2004)
- Pethia padamya (Kullander & Britz, 2008)
- Pethia phutunio (Hamilton, 1822)
- Pethia poiensis Shangningam & Vishwanath, 2018
- Pethia pollux Conway, Pinion & Kottelat, 2021
- Pethia pookodensis (Mercy & Eapen, 2007)
- Pethia punctata (Day, 1865)
- Pethia reval (Meegaskumbura, Silva, Maduwage & Pethiyagoda, 2008)
- Pethia rutila Lalramliana, Knight & Laltlanhlua, 2014
- Pethia sahit Katwate, Kumkar, Raghavan & Dahanukar, 2018
- Pethia sanjaymoluri Katwate, Jadhav, Kumkar, Raghavan & Dahanukar, 2016
- Pethia setnai (Chhapgar & Sane, 1992)
- Pethia shalynius (Yazdani & Talukdar, 1975)
- Pethia sharmai (Menon & Rema Devi, 1993)
- Pethia stoliczkana (Day, 1871)
- Pethia striata Atkore, Knight, Rema Devi & Krishnaswamy, 2015
- Pethia thelys (Kullander, 2008)
- Pethia tiantian (Kullander & Fang, 2005)
- Pethia ticto (Hamilton, 1822)
- Pethia yuensis (Arunkumar & Tombi Singh, 2003)

## Galerie

Différentes espèces du genre Pethia.
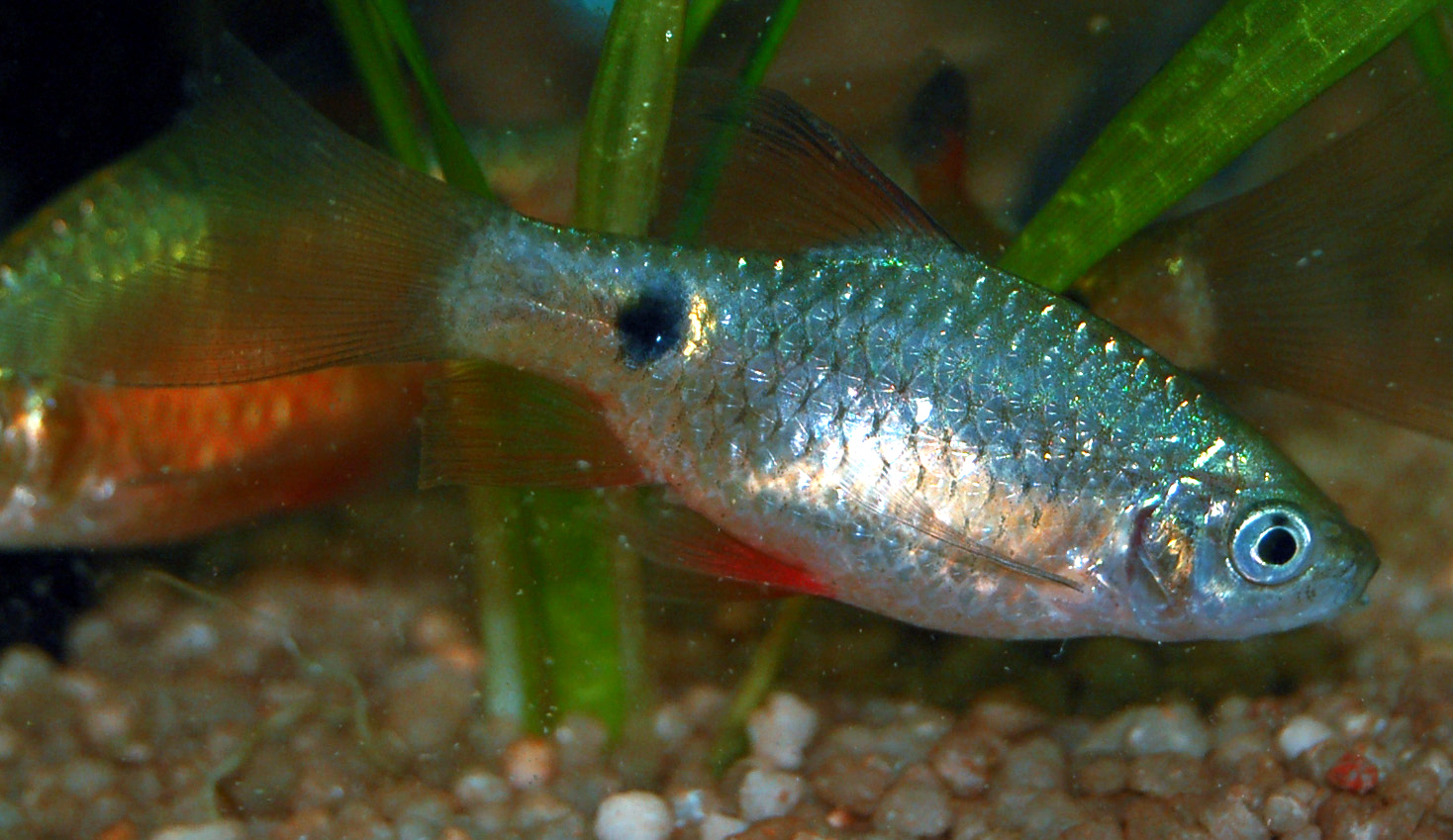
Pethia conchonius
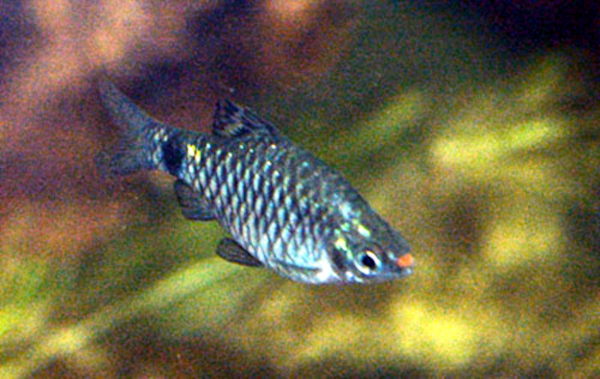
Pethia erythromycter
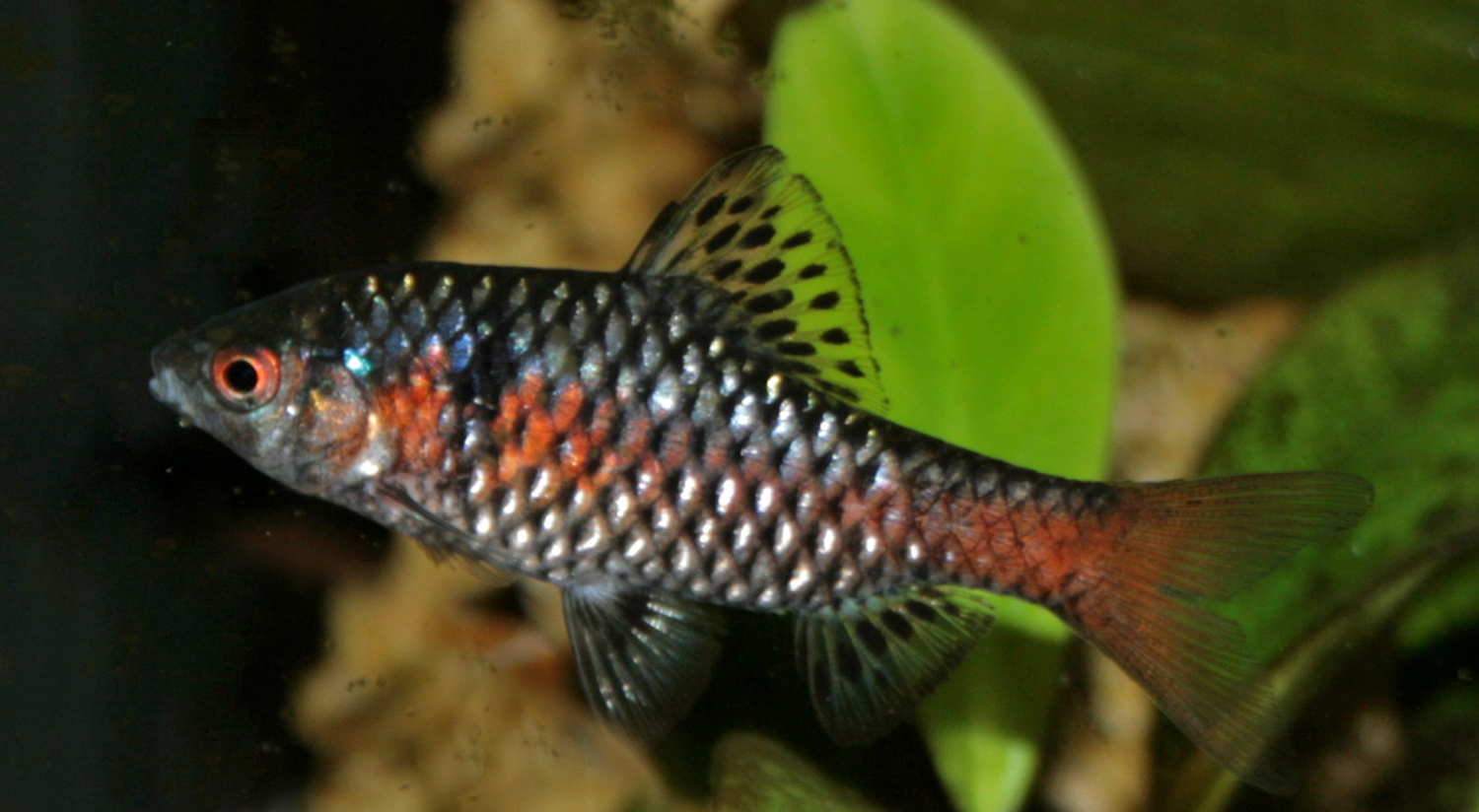
Pethia stoliczkana
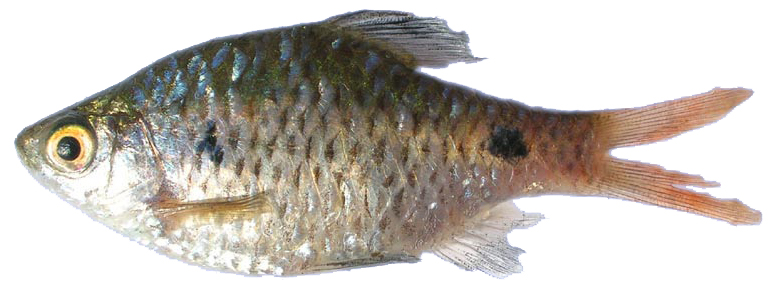
Pethia ticto

## Classification
Le nom valide complet (avec auteur) de ce taxon est Pethia Pethiyagoda, Meegaskumbura & Maduwage, 2012,.
Jusqu'à l’érection du genre en 2012, les espèces qui le constituent étaient rattachées au genre Puntius. 

## Étymologie
Le nom générique, Pethia, reprend le nom vernaculaire singhalais désignant les petits cyprinidés.

## Publication originale
- Rohan Pethiyagoda, Madhava Meegaskumbura et Kalana Maduwage, « A synopsis of the South Asian fishes referred to Puntius (Pisces: Cyprinidae) », Ichthyological Exploration of Freshwaters, Verlag Dr. Friedrich Pfeil (d), vol. 23, no 1,‎ 1er juin 2012, p. 69-95 (ISSN 0936-9902, lire en ligne).